# Henri van den Hove
Henri Vandenhove of Van den Hove (Diest, 2 februari 1778 - Antwerpen, 14 april 1842) was lid van het Belgische Nationaal Congres en volksvertegenwoordiger.

## Levensloop
Henri werd gedoopt als Henricus Joannes Augustinus Van den Hove op 2 februari 1778 in de parochie Sint-Sulpitius te Diest. Zijn ouders waren Henricus Franciscus Van den Hove (1749 - 1778) en Maria Elisabeth Louys (1754 - 1832). Hij had een jongere broer Guillielmus Franciscus Van den Hove (1779 - 1826), die tussen 1817 en 1826 burgemeester was van Diest.
Vandenhove was lid van de Provinciale Staten van Zuid-Brabant en was van 1819 tot 1830 lid van de Tweede Kamer der Staten-Generaal. In 1826 volgde hij zijn broer Guillaume op als burgemeester van Diest na diens dood, een functie die hij vervulde tot 1830.
In 1830 werd hij door het arrondissement Leuven tot lid van het Nationaal Congres verkozen. Hij werd door sommigen beschouwd als een gematigd liberaal, door anderen als een katholiek. Het meest waarschijnlijke is dat hij zich als unionist situeerde. Hij stemde telkens met de meerderheid: voor de onafhankelijkheidsverklaring, voor de eeuwigdurende uitsluiting van de Nassaus, voor de hertog van Nemours als staatshoofd, voor Surlet de Chokier als regent, voor Leopold van Saksen-Coburg als staatshoofd, voor de aanvaarding van het Verdrag der XVIII artikelen.
Vanaf augustus 1831 tot februari 1832 was hij volksvertegenwoordiger voor het arrondissement Leuven. Hij werd in februari 1832 benoemd tot commissaris-generaal van de Rijksmunt. Hierdoor moest hij ontslag nemen en opnieuw verkozen worden als volksvertegenwoordiger. Zijn herverkiezing van begin april 1832 werd pas op 17 mei 1832 bevestigd. Hij werd herverkozen in 1833, 1837 en 1841 en vervulde dit mandaat tot aan zijn dood. Hij kwam in de openbare zittingen vooral aan het woord om problemen in zijn arrondissement aan te kaarten.
Vandenhove pleegde zelfmoord, naar men vermoedde omdat hij een fortuin had verloren op de beurs. Hij was in Antwerpen ingescheept op de British Queen met de bedoeling in zee te springen, maar had daar toch van afgezien. Pas terug in Antwerpen scheepte hij in op een stoomboot en sprong in de Schelde.